# Egon Rannet
Egon Rannet (* 16. Novemberjul. / 29. November 1911greg. in Tallinn; † 1. November 1983 ebenda) war ein sowjet-estnischer Schriftsteller.

## Leben und Werk
Egon Rannet verlor früh seine Mutter. Der Vater blieb im Ersten Weltkrieg verschollen. Rannet besuchte nur vier Jahre die Schule und lebte als Herumtreiber in der estnischen Hauptstadt Tallinn, bevor er von 1927 bis 1937 als Gelegenheitsarbeiter beschäftigt war. Anschließend wurde er in einer Versicherungsgesellschaft angestellt.
Er diente während des Zweiten Weltkriegs in der Roten Armee. Von 1944 bis 1947 war er für die sowjet-estnische Miliz und die Staatsanwaltschaft tätig.
Rannet begann Ende der 1940er Jahre zu schreiben. Er debütierte mit kurzen Komödien. Rannet wurde dann in den 1950er Jahren vor allem als regimetreuer Dramatiker in der Estnischen SSR bekannt und gefördert. Seine phantasiereichen Stücke enthalten markante Persönlichkeiten, spannungsreiche Intrigen und zahlreiche satirische Anspielungen auf die ideologische Pflichterfüllung in der KPdSU.
Trotz seiner zwischen den Zeilen zu lesenden Ironie stellte Rannet das sowjetische System nie in Frage. Für sein Drama Kadunud poeg, das die Umerziehung eines westlichen Spions schildert, erhielt er 1959 den „Staatspreis der Estnischen SSR“. Das Stück wurde an zahlreichen Bühnen in der Sowjetunion und im kommunistischen Ausland aufgeführt, unter anderem in der DDR. Hier wurde es auf über zehn Bühnen aufgeführt und positiv aufgenommen. 1961 wurde Rannet die Auszeichnung „Verdienter Schriftsteller der Estnischen SSR“ verliehen.

## Werke (Auswahl)

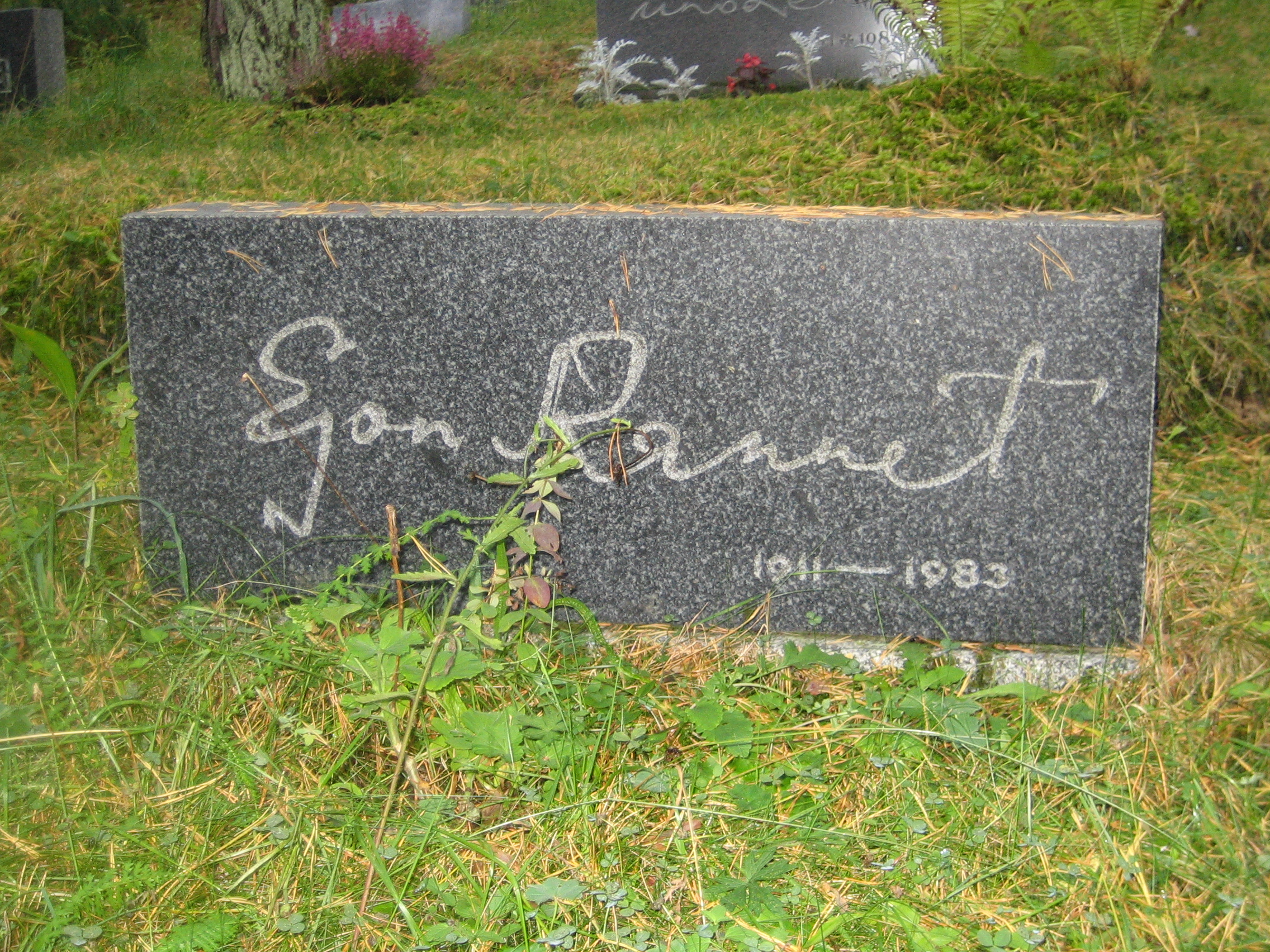
Grabstein von Egon Rannet auf dem Waldfriedhof Tallinn

### Prosa
- Ameerika elulaad (Kurzgeschichten, Epigramme, Feuilletons, 1951)
- Tugevate tee (Novelle, 1954)
- Kivid ja leib (Roman, 4 Bände: 1972, 1985, 1992, 1996; die letzten drei Bände wesentlich von Vaike Rannet)

### Dramen
- Kuri karjas (1949)
- Leerikleit (1949)
- USA (1950)
- Südamevalu (1957)
- Kadunud poeg (1958; deutsch: Der verlorene Sohn, übersetzt von Günter Jäniche, 1959[4])
- Salakütid (1960)
- Haned (1964)
- Karikas ja madu (1966)
- Veripunane roos (1967)
- „Kriminaaltango“ ja väga korralikud inimesed (1968)

## Privatleben
Egon Rannet war mit der Schriftstellerin Vaike Rannet (1925–1999) verheiratet. Sie vervollständigte Rannets Roman-Tetralogie Kivid ja leib.